# Едуарду Гонсалвіш де Олівейра
Едуарду Гонсалвіш де Олівейра (порт. Eduardo Gonçalves de Oliveira, нар. 30 листопада 1981, Сан-Паулу) — бразильський футболіст, що грав на позиції нападника.

## Ігрова кар'єра
Народився 30 листопада 1981 року в місті Сан-Паулу. Вихованець юнацьких команд футбольних клубів «Гуарані» (Кампінас) та «Сантус». У дорослому футболі дебютував на батьківщині року виступами за команди «Сан-Паулу», «Наутіко Капібарібе» та КРАК.

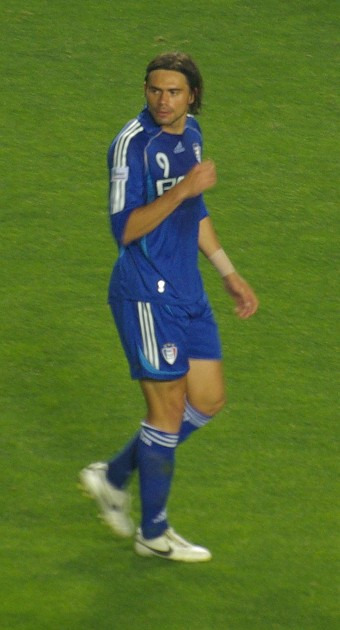
Еду під час виступів за «Сувон Самсунг Блювінгз». 2009 рік.

Влітку 2003 року Еду перейшов у німецький «Бохум». Відіграв за бохумський клуб наступні три сезони своєї ігрової кар'єри. У перших двох сезонах виступав у Бундеслізі, а у третьому грав у Другій Бундеслізі, де забив 12 голів і став найкращим бомбардиром команди, якій допоміг зайняти перше місце і повернутись в еліту.
Влітку 2006 року до клубу прийшов новий форвард Теофаніс Гекас і Еду був проданий у інший німецький клуб «Майнц 05». Втім і у новій команді бразилець не був основним форвардом, через що вже за пів року перейшов у піденнокорейський «Сувон Самсунг Блювінгз». З місцевою командою, очолюваною Чха Бом Ґином, що сам провів свою ігрову кар'єру у Німеччині, Еду став чемпіоном Південної Кореї у 2008 році та володарем національного кубка 2009 року.
У січні 2010 року Еду повернувся до Німеччини, ставши гравцем «Шальке 04». Але і цього разу стати основним гравцем клубу Бундесліги бразилець не зумів, залишаючись в тіні таких зірок світового футболу як Рауль Гонсалес та Клас-Ян Гунтелар, в результаті чого на початку вересня 2011 року Еду був відданий в оренду на сезон 2011/12 в турецький «Бешикташ», а у серпні 2012 року перейшов в оренду до кінця року в «Гройтер».
28 лютого 2013 року Еду став гравцем клубу китайської Суперліги «Ляонін Хувін». Після одного сезону він покинув клуб і перейшов в японське «Токіо», де також провів один сезон.
На початку 2015 року перейшов у піденнокорейський «Чонбук Хьонде Моторс», але вже влітку 2015 року покинув команду і приєднався до китайського клубу Першої ліги «Хебей Чайна Форчун», підписавши угоду на один рік. По її завершенню в липні 2016 року Еду повернувся в «Чонбук Хьонде Моторс», де і закінчив свою кар'єру в 2017 році. Під час виступів за «зелених воїнів» Еду допоміг команді виграти Лігу чемпіонів АФК у 2016 році, а також чемпіонат Південної Кореї у 2017.

## Титули і досягнення
- Володар Кубка Німеччини (1):

«Шальке 04»: 2010–11
- Володар Суперкубка Німеччини (1):

«Шальке 04»: 2011
- Чемпіон Південної Кореї (1):

«Сувон Самсунг Блювінгз»: 2008
«Чонбук Хьонде Моторс»: 2017
- Володар Кубка Південної Кореї (1):

«Сувон Самсунг Блювінгз»: 2009
- Володар Кубка південнокорейської ліги (1):

«Сувон Самсунг Блювінгз»: 2008
- Переможець Ліги чемпіонів АФК (1):

«Чонбук Хьонде Моторс»: 2016